# Zincourt
Zincourt és un municipi francès, situat al departament dels Vosges i a la regió del Gran Est. L'1 de gener del 2021 tenia 76 habitants.